# کیت ابیس
کیت ابیس (انگلیسی: Keith Abbis) بازیکن فوتبال انگلیسی بود.